# 울산광역시도
울산광역시도는 울산광역시의 구역에 있는 자동차 전용도로, 간선 또는 보조간선기능 등을 수행하는 도로로서 울산광역시장이 그 노선을 인정한 것을 말한다.

## 구성
울산광역시도는 12m 이상 가로 중 주간선도로로 지정된 30개 노선에 두자리 번호를 가진 광역시도로 구성되어 있으며 숫자는 다음과 같이 구성되어 있다.
- 서쪽에서 동쪽으로 횡단하는 도로에는 일의 자리 숫자가 0인 번호를 부여한다. (예 : 10, 20, 30...)
- 남쪽에서 북쪽으로 종단하는 도로에는 일의 자리 숫자가 1인 번호를 부여한다. (예 : 21, 31, 41...)

## 역사
- 2001년 3월 22일 : 주간선도로 30개 노선에 노선번호 부여[1]

## 노선
울산광역시고시 제2001-40호 기준이다.
| 표지 | 노선 번호           | 구성 도로 (가로명) | 기점          | 경유지         | 종점           | 길이    | 비고            |
| ---- | ------------------- | ------------------ | ------------- | -------------- | -------------- | ------- | --------------- |
| 10   | 울산광역시도 10호선 | 덕신로             | 국도 제14호선 | 온산읍         | 온산공단       | 5.2km   |                 |
| 11   | 울산광역시도 11호선 | 반구대로           | 제2남천교     | 삼남           | 시계 (삼남)    | 8.05km  | 삼남로로 표기됨 |
| 11   | 울산광역시도 11호선 | 반구대로           | 제2남천교     | 두서           | 시계 (두서)    | 19.64km | 화랑로로 표기됨 |
| 20   | 울산광역시도 20호선 | 남부순환도로       | 신복로터리    | 옥현사거리     | 여천동         | 10.61km |                 |
| 21   | 울산광역시도 21호선 | 웅촌로             | 무거삼거리    | 율리           | 시계 (웅촌)    | 13.62km |                 |
| 21   | 울산광역시도 21호선 | 대학로             | 신복로터리    | 울산대학교     | 무거삼거리     | 1.82km  |                 |
| 21   | 울산광역시도 21호선 | 북부순환도로       | 신복로터리    | 중구청         | 상방사거리     | 10.17km |                 |
| 21   | 울산광역시도 21호선 | 무룡로             | 상방사거리    | 정자           | 시계 (강동)    | 16.06km |                 |
| 30   | 울산광역시도 30호선 | 문수로             | 공업탑로터리  | 문수경기장     | 무거삼거리     | 4.98km  |                 |
| 30   | 울산광역시도 30호선 | 수암로             | 공업탑로터리  | 야음사거리     | 여천사거리     | 3.68km  |                 |
| 30   | 울산광역시도 30호선 | 장생포로           | 여천사거리    | 현대정공       | 동구청삼거리   | 7.27km  |                 |
| 40   | 울산광역시도 40호선 | 삼산로             | 공업탑로터리  | 번영사거리     | 태화강역       | 4.21km  |                 |
| 41   | 울산광역시도 41호선 | 남창로             | 두왕사거리    | 덕하           | 시계 (온양)    | 15.12km |                 |
| 41   | 울산광역시도 41호선 | 산업로             | 두왕사거리    | 태화강역       | 북구 시계      | 21.42km |                 |
| 50   | 울산광역시도 50호선 | 상북로, 석남로     | 국도 제35호선 | 석남사         | 시계 (상북)    | 15.45km | 상북로로 표기됨 |
| 50   | 울산광역시도 50호선 | 언양로             | 반천1교       | 반송           | 국도 제35호선  | 7.89km  |                 |
| 50   | 울산광역시도 50호선 | 울밀로             | 신삼호교      | 범서           | 반천1교        | 7.45km  | 범서로로 표기됨 |
| 50   | 울산광역시도 50호선 | 남산로             | 태화로터리    | 와와삼거리     | 신삼호교       | 4.0km   |                 |
| 50   | 울산광역시도 50호선 | 강남로             | 태화교        | 번영교 남단    | 명촌교 남단    | 4.42km  |                 |
| 51   | 울산광역시도 51호선 | 온산로             | 두왕사거리    | 덕하           | 온산공단       | 13.09km |                 |
| 51   | 울산광역시도 51호선 | 두왕로             | 공업탑로터리  | 감나무진삼거리 | 두왕사거리     | 3.38km  |                 |
| 51   | 울산광역시도 51호선 | 봉월로             | 공업탑로터리  | 봉월사거리     | 태화로터리     | 1.78km  |                 |
| 51   | 울산광역시도 51호선 | 명륜로             | 태화로터리    | 향교           | 북정사거리     | 1.91km  |                 |
| 60   | 울산광역시도 60호선 | 태화로             | 다운사거리    | 명정교         | 태화교         | 3.16km  |                 |
| 60   | 울산광역시도 60호선 | 강북로             | 태화교사거리  | 번영교 북단    | 명촌교차로     | 4.47km  |                 |
| 60   | 울산광역시도 60호선 | 아산로             | 명촌북IC      | -              | 방어진순환도로 | 4.49km  | 해안로로 표기됨 |
| 61   | 울산광역시도 61호선 | 번영로             | 야음삼거리    | 번영교         | 효문역삼거리   | 7.38km  |                 |
| 70   | 울산광역시도 70호선 | 염포로             | 반구사거리    | 효문사거리     | 염포삼거리     | 7.81km  |                 |
| 70   | 울산광역시도 70호선 | 방어진순환도로     | 염포삼거리    | 남목삼거리     | 염포삼거리     | 14.69km |                 |
| 71   | 울산광역시도 71호선 | 화합로             | 여천오거리    | 학성교         | 중구청         | 5.16km  |                 |